# Resolutie 1613 Veiligheidsraad Verenigde Naties
Resolutie 1613 van de Veiligheidsraad van de Verenigde Naties werd unaniem door de VN-Veiligheidsraad aangenomen op 26 juli 2005.

## Achtergrond
In 1980 overleed de Joegoslavische leider Tito, die decennialang de bindende kracht was geweest tussen de zes deelstaten van het land. Na zijn dood kende het nationalisme een sterke opmars en in 1991 verklaarde Bosnië en Herzegovina zich onafhankelijk. De Servische minderheid in het land kwam hiertegen in opstand en begon een burgeroorlog, waarbij ze probeerden de Bosnische volkeren te scheiden. Tijdens die oorlog vonden massamoorden plaats waarbij tienduizenden mensen omkwamen. In 1993 werd het Joegoslavië-tribunaal opgericht, dat de oorlogsmisdaden die hadden plaatsgevonden moest berechten.

## Inhoud
De Veiligheidsraad:
- Herinnert aan de resoluties 827, 1166, 1329, 1411, 1431, 1481, 1503, 1534 en 1597.
- Overwoog de nominaties voor ad litem-rechter bij het Internationaal Tribunaal voor Voormalig Joegoslavië die de secretaris-generaal ontving.
- Stuurt volgende nominaties door naar de Algemene Vergadering:

1.  Tanvir Bashir Ansari
2.  Melville Baird
3.  Frans Bauduin
4.  Giancarlo Roberto Belleli
5.  Ishaq Usman Bello
6.  Ali Nawaz Chowhan
7.  Pedro David
8.  Ahmad Farawati
9.  Elizabeth Gwaunza
10.  Burton Hall
11.  Frederik Harhoff
12.  Frank Höpfel
13.  Tsvetana Kamenova
14.  Muhammad Muzammal Khan
15.  Uldis Ķinis
16.  Raimo Lahti
17.  Flavia Lattanzi
18.  Antoine Mindua
19.  Jawdat Naboty
20.  Janet Nosworthy
21.  Chioma Egondu Nwosu-Iheme
22.  Prisca Matimba Nyambe
23.  Michèle Picard
24.  Brynmor Pollard
25.  Árpád Prandler
26.  Kimberly Prost
27.  Sheikh Abdul Rashid
28.  Vonimbolana Rasoazanany
29.  Ole Bjørn Støle
30.  Krister Thelin
31.  Klaus Tolksdorf
32.  Stefan Trechsel
33.  Abubakar Bashir Wali
34.  Tan Sri Dato Lamin Haji Mohd Yunus

## Verwante resoluties
- Resolutie 1581 Veiligheidsraad Verenigde Naties
- Resolutie 1597 Veiligheidsraad Verenigde Naties
- Resolutie 1629 Veiligheidsraad Verenigde Naties
- Resolutie 1639 Veiligheidsraad Verenigde Naties

Lijst ·  1581 ·  1582 ·  1583 ·  1584 ·  1585 ·  1586 ·  1587 ·  1588 ·  1589 ·  1590 ·  1591 ·  1592 ·  1593 ·  1594 ·  1595 ·  1596 ·  1597 ·  1598 ·  1599 ·  1600 ·  1601 ·  1602 ·  1603 ·  1604 ·  1605 ·  1606 ·  1607 ·  1608 ·  1609 ·  1610 ·  1611 ·  1612 ·  1613 ·  1614 ·  1615 ·  1616 ·  1617 ·  1618 ·  1619 ·  1620 ·  1621 ·  1622 ·  1623 ·  1624 ·  1625 ·  1626 ·  1627 ·  1628 ·  1629 ·  1630 ·  1631 ·  1632 ·  1633 ·  1634 ·  1635 ·  1636 ·  1637 ·  1638 ·  1639 ·  1640 ·  1641 ·  1642 ·  1643 ·  1644 ·  1645 ·  1646 ·  1647 ·  1648 ·  1649 ·  1650 ·  1651